# Ливанско-малайзийские отношения
Ливанско-малайзийские отношения — двусторонние дипломатические отношения между Ливаном и Малайзией. Ливан имеет посольство в Куала-Лумпуре, а Малайзия имеет посольство в Бейруте.

## Экономические отношения
Были подписаны договоры между двумя странами об избежании двойного налогообложения и предотвращении уклонения от уплаты налогов, в том числе соглашение о двусторонних инвестиционных договоров. Малайзийский экспорт составляют товары: пальмовое масло, одежда, аксессуары, газовые насосы и изделий из древесины, и т. д. В то время как ливанский экспорт, составляют товары: какао-продукты, медные отходы, в том числе упаковочная тара. В 2011 году, ливанский экспорт снизился, а Малайзийский экспорт увеличился. В 2003 году, у бизнесменов из обеих стран сложились стратегическо-партнерские отношения с учреждением делового Совета. Ливанские автопроизводители также имеют рынок продажи в Малайзии.

## Отношения в области безопасности
Малайзия — одна из стран, которая направила миротворческий контингент в Ливан. В ходе миссии Малайзия направила в общей сложности 877 миротворцев.